# Wadi Al-Nasara

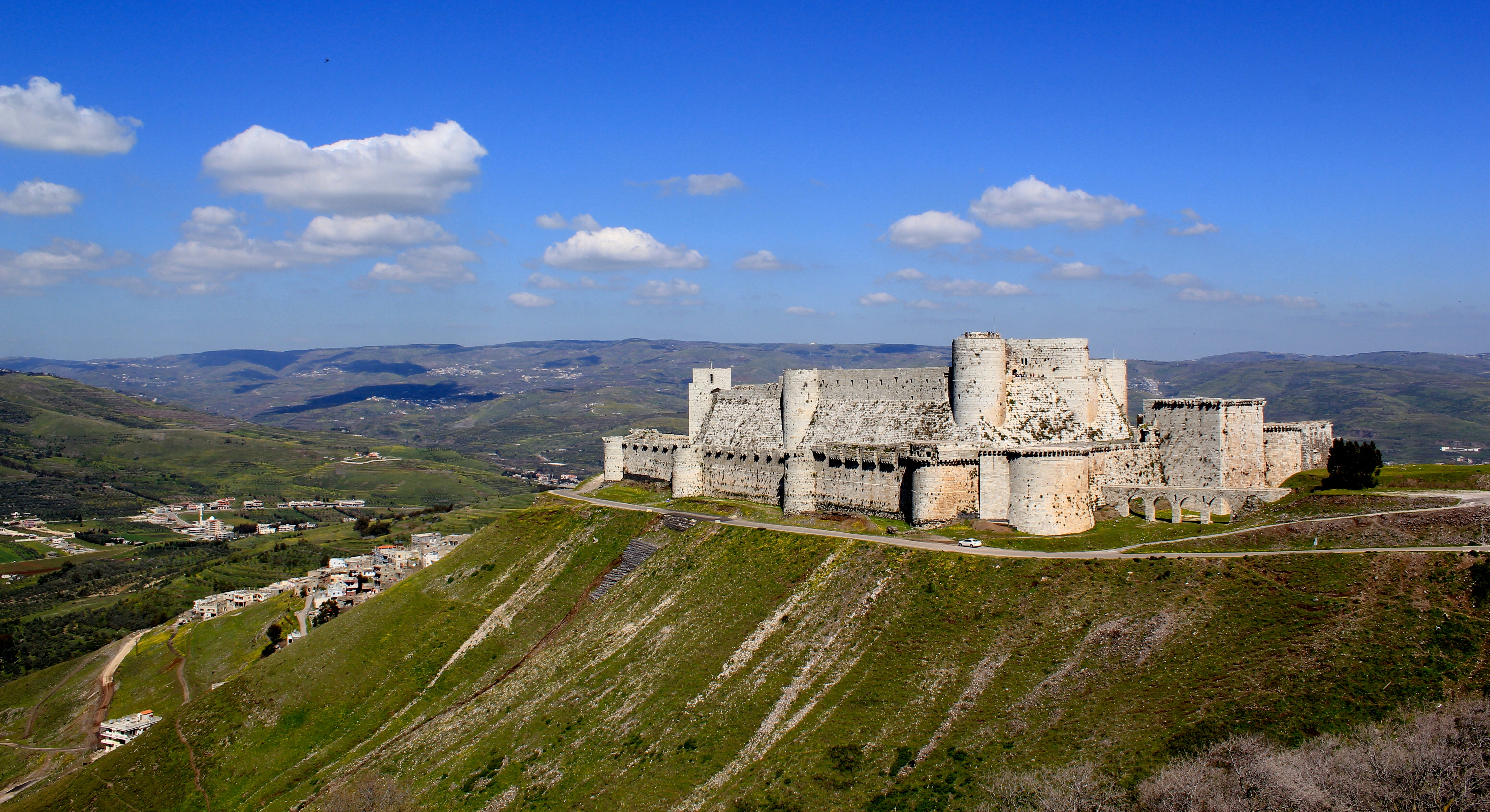
Vista panorámica del Crac de los Caballeros.

Wadi Al-Nasara, en español Valle de los Cristianos, (ar: وادي النصارى - ALA-LC: Wādī al-Naṣārá / gr: Κοιλάδα των Χριστιανών) es un popular sitio turístico ubicado en el oeste de Siria, cerca de la frontera con el Líbano. Administrativamente, pertenece a la gobernación de Homs y, como su nombre lo indica, la mayoría de sus habitantes son cristianos (ortodoxos griegos, en particular). Entre sus lugares de interés, se destaca el Crac de los Caballeros, un castillo medieval que fue declarado Patrimonio de la Humanidad en 2006.

## Localidades del valle

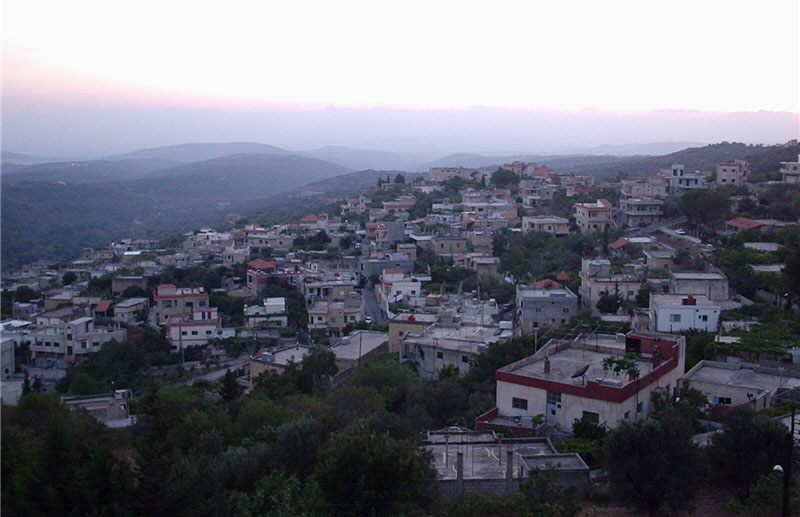
Vista de Zweitina.

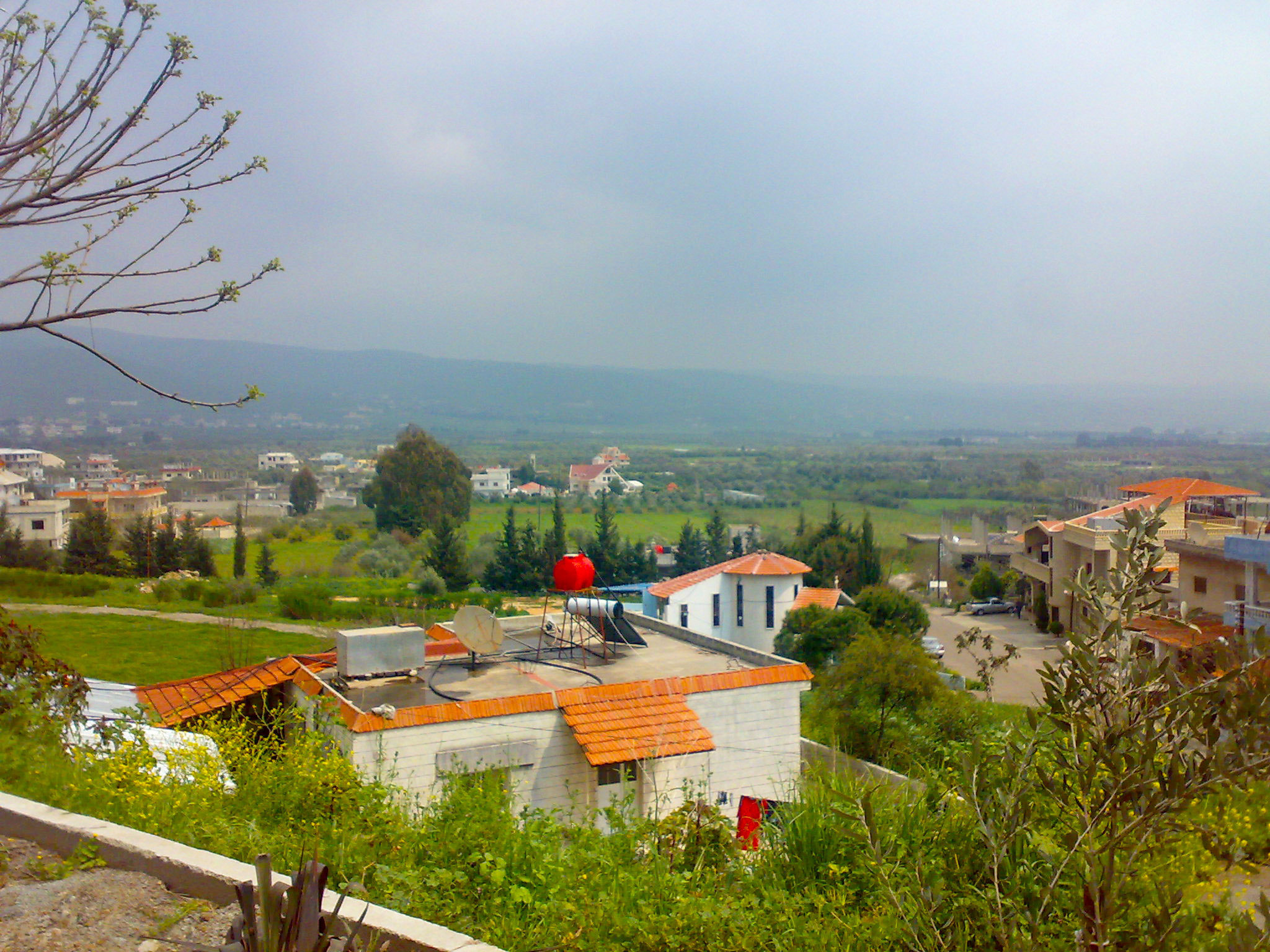
Vista de Al-Hawash.

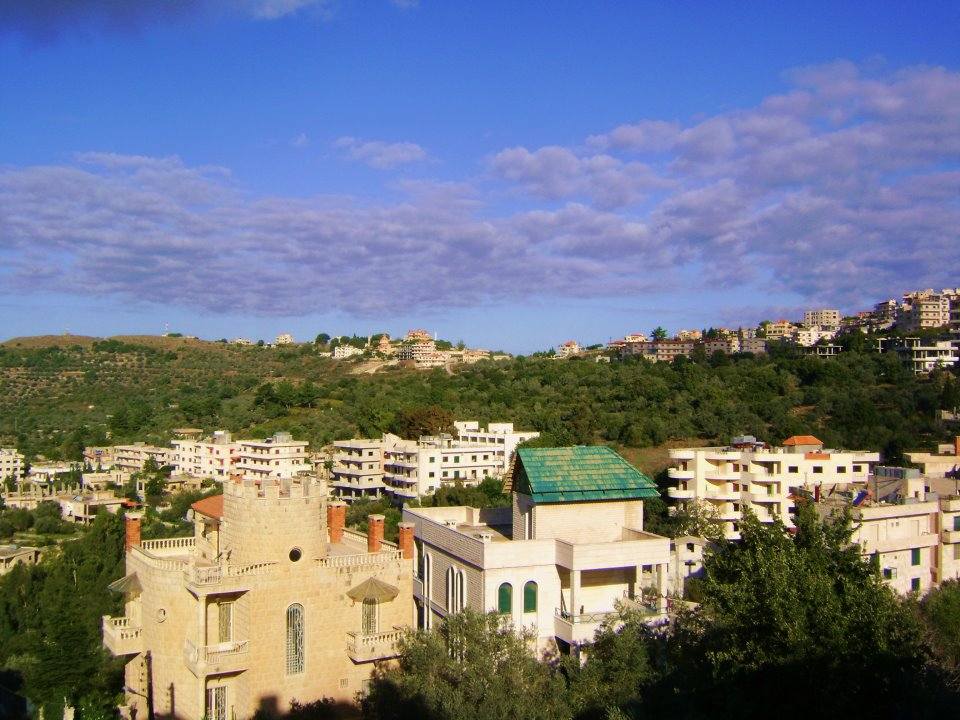
Vista de Marmarita.

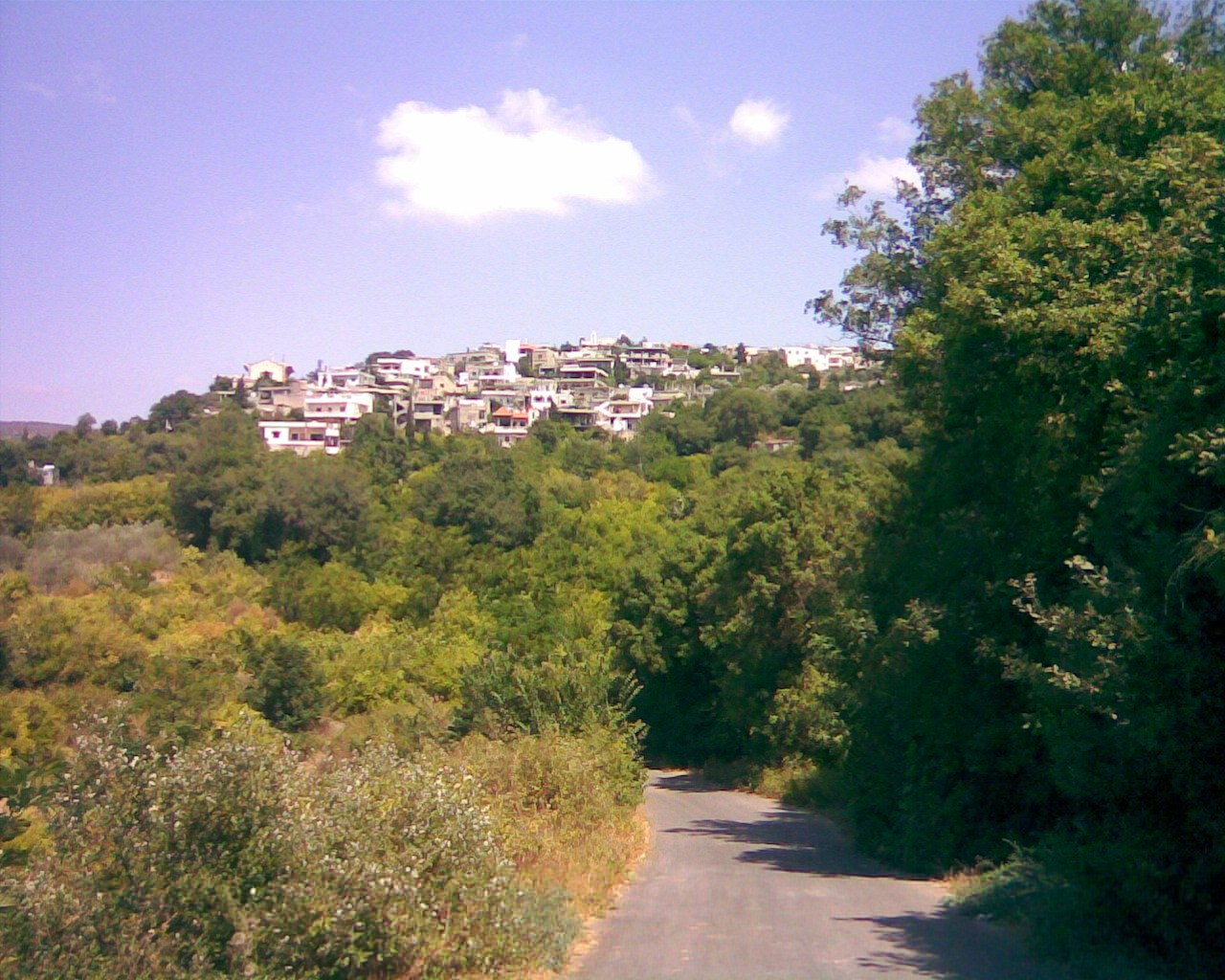
Vista de Mashta Aazar.

- Marmarita (ar: مرمريتا)
- Al-Hawash (ar: الحواش)
- Zweitina (ar: الزويتينة)
- Muzina (ar: المزينة)
- Nasra (ar: الناصرة)
- Mqaabra (ar: مقعبرة)
- Al-Mishtiaya (ar: المشتاية)
- Blat (ar: بلاط)
- Tanurin (ar: تنورين)
- Anaz (ar: عناز)
- Joir al-Afes (ar: جوار العفص)
- Hab Nimra (ar: حب نمرة)
- `Ash Al-Shuha (ar: عش الشوحة)
- `Amar Al-Husn (ar: عمار الحصن)
- `Ayn Al-Barda (ar: عين الباردة)
- `Ayn Al-Ajuzi (ar: عين العجوز)
- `Ayn Al-Ghara (ar: عين الغارة)
- Kafra (ar: كفرا)
- Mashta Aazar (ar: مشتى عازار)
- Al-Qllatia (ar: القلاطية)
- Kayma (ar: كيمة)
- Masraa (ar: مزرعة)
- Muklous (ar: مقلس)
- Bahzina (ar: بحزينا)
- Joineyat (ar: جوانيات)
- Al-Talla (ar: التل)
- Daghla (ar: دغلة)
- Amar
- Mishtayeh
- Rabah (ar: رابح)